# ۷۵۲ یک عدد نیست
۷۵۲ یک عدد نیست (انگلیسی: 752 Is Not a Number) یک فیلم مستند و بیوگرافی کانادایی به کارگردانی بابک پیامی است که در سال ۲۰۲۲ منتشر شده است. داستان این فیلم پیرامون حامد اسماعیلیون، یک دندانپزشک ایرانی است که در پی مرگ همسر و دخترش در سرنگونی پرواز ۷۵۲ هواپیمایی بین‌المللی اوکراین در سال ۲۰۲۰، به‌دنبال اطلاعات و عدالت است.
این فیلم نخستین بار در ۱۱ سپتامبر ۲۰۲۲ در جشنواره بین‌المللی فیلم تورنتو ۲۰۲۲ به نمایش درآمد و در جایگاه دوم جایزه منتخب مردم برای فیلم‌های مستند قرار گرفت.